# Zofia Pędziwilk
Zofia Pędziwilk de domo Giebel (ur. 6 marca 1925 w Poznaniu, zm. 7 kwietnia 2022 tamże) – polska gleboznawczyni, biolog gleby, profesor doktor habilitowana.

## Życiorys
Była córką Jana i Salomei z domu Jankowskiej. W 1939 ukończyła szkołę podstawową w Poznaniu, a po agresji niemieckiej na Polskę podjęła zatrudnienie w zakładach amunicyjnych. W 1947 zdała maturę w Liceum Klaudyny Potockiej. W latach 1947–1952 studiowała na Wydziale Matematyczno-Przyrodniczym Uniwersytetu Poznańskiego. Pracę magisterską (''Roślinność wysokich brzegów Warty okolic Kiszewa'') napisała pod kierunkiem prof. Zygmunta Czubińskiego. 2 lipca 1964 doktoryzowała się na podstawie pracy "Mykolityczne właściwości bakterii glebowych" (promotorem był docent Karol Zodrow). Od 1964 do 1976 była adiunktem i w 1975 habilitowała się na podstawie pracy "Wytwarzanie substancji mykolitycznych przez drobnoustroje glebowe". 1 lipca 1976 została docentem w Instytucie Gleboznawstwa i Chemii Rolnej Akademii Rolniczej w Poznaniu, a 1 lipca 1991 profesorem nadzwyczajnym w Katedrze Mikrobiologii Rolnej tej samej uczelni. 30 września 1995 udała się na emeryturę. 
Pochowana została na cmentarzu św. Jana Vianneya w Poznaniu.

## Zainteresowania naukowe
Do jej głównych zainteresowań naukowych należały:
- zjawiska mykolizy,
- biosynteza witaminy B12 u bakterii brodawkowych współżyjących z roślinami motylkowymi,
- antagonistyczne oddziaływania bakterii na grzyby, m.in. rodzaju "Fusarium"[3],
- aktywność fungistatyczna gleb, w zależności od ich składu mechanicznego i dopływu substancji organicznej,
- występowanie i aktywność drobnoustrojów w glebach w warunkach stresowych, wynikających z niektórych zabiegów agrotechnicznych,
- udział mikroflory mikoantagonistycznej w zespołach epifitów roślin[4].

Jej badania otwierały możliwość praktycznego wykorzystania zjawiska mykolizy w walce z grzybowymi patogenami roślin uprawnych.

## Odznaczenia
Odznaczono ją m.in.:
- Złotym Krzyżem Zasługi (1974),
- Nagrodą Ministra Nauki, Szkolnictwa Wyższego i Techniki III stopnia (1973),
- Nagrodami Rektora UPP (za osiągnięcia naukowo-dydaktyczne w 1981, organizacyjno-wychowawcze w 1984, organizacyjne w 1986 i 1987, naukowo-badawcze w 1987 i 1988, dydaktyczne i naukowe w 1994)[3].